# Dwór w Pławcach
Dwór w Pławcach – dwór znajdujący się w centrum Pławców w powiecie średzkim.
Obiekt powstał około 1900. Jest to obiekt parterowy z mieszkalnym poddaszem. Piętrowy ryzalit wkomponowany jest poprzecznie do bryły głównej. Obiekt kryty dachami dwuspadowymi. W okresie kulturkampfu majątek przejęli Niemcy (początkowo dzierżawił go N.Kurowski, a potem już właściciele niemieccy). W 1939 jego właścicielką była Maria Seifarth (Niemka). W 1926 majątek miał powierzchnię 294 hektarów. 
Otoczenie dworu stanowi park krajobrazowy z przełomu XIX i XX wieku. Całość otoczona murem z początku XX wieku. Wokół dworu zespół folwarczny: obora, stodoła, spichlerz, budynek mieszkalno-gospodarczy i brama murowana – wszystko z końca XIX wieku. W pobliżu także kolonia mieszkalna: czworak i dwa sześcioraki (koniec XIX wieku).